# Мужская сборная Панамы по хоккею на траве
Мужская сборная Панамы по хоккею на траве — мужская сборная по хоккею на траве, представляющая Панаму на международной арене. Управляющим органом сборной выступает Ассоциация хоккея на траве Панамы (исп. Asociación Panameňa de Hockey).
Сборная занимает (по состоянию на 6 июля 2015) 72-е место в рейтинге Международной федерации хоккея на траве (FIH).

## Результаты выступлений

### Игры Центральной Америки и Карибского бассейна
- 1982—2006 — не участвовали
- 2010 — 8-е место[2]
- 2014 — не участвовали

Индорхоккей:

### Чемпионат Центральной Америки по индорхоккею
- 2014 — [3]
- 2015 — 4-е место[4]